# Roald Muggerud
Roald Muggerud (Oslo, 12 dicembre 1931 – Oslo, 3 agosto 2024) è stato un calciatore norvegese, di ruolo attaccante.

## Carriera

### Club
Muggerud giocò per il Lyn Oslo dal 1951 al 1964, totalizzando complessivamente 90 presenze e 35 reti (tra campionato e coppe). Il 10 settembre 1963 debuttò nelle competizioni europee, schierato titolare nella sconfitta casalinga per 2-4 contro il Borussia Dortmund, in un incontro valido per la Coppa dei Campioni 1963-1964. Diede il proprio contributo per la vittoria del campionato 1964, per poi lasciare il Lyn Oslo al termine della stagione.

### Nazionale
Muggerud collezionò 4 presenze per la Norvegia. Esordì il 13 agosto 1958 nel successo per 6-5 sulla Germania Est.